# Харбиссон, Нил
Нил Харбиссон (род. 27 июля 1982) — британский (вырос в Каталонии) деятель современного искусства, музыкант, художник и «киборг-активист», более всего известный тем, что самостоятельно расширил свои способности по восприятию цветов путём остеоинтеграции специальной антенны в свой череп. Он является первым человеком в мире, прошедшим через подобную операцию. По утверждениям некоторых людей, после появления его фотографии с данной антенной на паспорте он может считаться также первым официально признанным киборгом в мире. В 2010 году Харбиссон основал «Cyborg Foundation» — международную организацию, целью которой провозглашено помочь всем желающим людям стать киборгами.

## Биография
Родился в семье каталонки и британца с врождённой ахроматопсией — заболеванием, из-за которого из цветов мог различать лишь оттенки серого цвета. Вырос в Каталонии, Испания, где с детства изучал изобразительное искусство и музыку. Окончил институт изобразительных искусств Алехандро Саттореса, где получил специальное разрешение не использовать цветов в своих художественных работах. Впервые относительную известность получил в 18-летнем возрасте, когда залез на старое дерево в городе Матаро, в котором проживал, в знак протеста против планируемой вырубки деревьев в этом районе, и провёл на нём, не слезая, несколько дней. В сентябре 2001 года переехал в Ирландию для изучения фортепианного искусства в музыкальной школе Уолтонс-Нью. В 2002 году поступил изучать композицию в Дартингтонский колледж искусств в Англии.
В октябре 2003 года присутствовал на докладе по кибернетике, прочитанном в Дартингтоне американским студентом Адамом Монтадоном, в котором тот рассказывал о своём проекте перевода частот цвета в частоты звука; после конференции Харбиссон предложил Монтадону стать добровольцем в его эксперименте; проект был назван «Eyeborg». Эксперимент завершился успехом; Нил запомнил частоты, соответствующие тому или иному цвету, и решил навсегда присоединить антенну, переводящую эти частоты, к своей голове. В 2009 году учёные Политехнического университета Каталонии усовершенствовали микрочип в его антенне, что позволило Харбиссону воспринимать цвета, которые обычный человек воспринимать не может, в том числе инфракрасные и ультрафиолетовые. В 2013 году антенна была остеоинтегрирована в затылочную кость черепа Харбиссона. В 2015 году был снят короткометражный фильм о Харбиссоне и его восприятии мира через антенну в рамках проекта «The Connected Series».
Харбиссон совместно с первой женщиной-киборгом художницей Мун Рибас внедрили себе зубные импланты, которыми можно передавать сообщения через Интернет, выщелкивая зубами азбуку Морзе.
По словам Харбиссона, каждое лицо для него — это вибрации; при этом глаза Стива Возняка издают очень чистый звук, лицо Памелы Андерсон звучит преимущественно в си мажоре, а у Роберта де Ниро много оттенков красного на губах.